# Bad Fischau-Brunn
Bad Fischau-Brunn – uzdrowiskowa gmina targowa w Austrii, w kraju związkowym Dolna Austria, w powiecie Wiener Neustadt-Land. Liczy 3 085  mieszkańców (1 stycznia 2014).
W Fischau działała założona w 1898 Wojskowa Szkoła Realna Niższa (Militär-Unterrealschule) c. i k. armii.